# Michael Hunter (kompozytor)
Michael Hunter – szkocki kompozytor, twórca motywów muzycznych do gier z serii Grand Theft Auto: Grand Theft Auto: San Andreas i Grand Theft Auto IV.
W 2004 roku Hunter stworzył motyw muzyczny do gry Grand Theft Auto: San Andreas. W 2007 roku był jednym z twórców muzyki w filmie At the Movies, a rok później w Fans Anonymous. W 2008 roku stworzył motyw muzyczny do gry Grand Theft Auto IV nazwany Soviet Connection.
Michael Hunter tworzy utwory muzyczne także pod pseudonimami Pablo oraz Butch Cassidy Sound System. 22 sierpnia 2011 roku ukazał się jego pierwszy album State of Flux wyprodukowany przez jego własną wytwórnię muzyczną OLBAP Music.